# Argentina i olympiska vinterspelen 1984
Argentina deltog med 18 deltagare vid de olympiska vinterspelen 1984 i Sarajevo. Ingen av landets deltagare erövrade någon medalj.